# 無敵の人 (甲斐谷忍の漫画)
『無敵の人』（むてきのひと）は、甲斐谷忍による日本の漫画作品。『週刊少年マガジン』（講談社）2016年4・5合併号（2015年12月22日発売）から2016年28号（2016年6月8日発売）まで連載され、2016年6月15日よりスマートフォンアプリ配信（ウェブコミック配信）である『マガジンポケット』に移籍。
監修には最高位戦日本プロ麻雀協会所属のプロ麻雀士張敏賢が就いている。

## 概要
甲斐谷忍が講談社雑誌に登場するのは本作が初であり、『翠山ポリスギャング』以来22年ぶりの少年漫画となる。『週刊少年マガジン』としても『哲也-雀聖と呼ばれた男』以来、10年ぶりとなる麻雀漫画の掲載となる。
甲斐谷は編集部内の連載決定コンペに参加し、圧倒的支持を得て勝ち抜いて、本作を連載を勝ち取っている。週刊少年マガジン編集部のコメントでは、麻雀を知らない人にも楽しめる作品となっているとのこと。
初回は巻頭カラー付きの計67ページで掲載された。

## あらすじ
園川順平は、掃除業社のアルバイター。順平自身もプレイ経験のある人気のオンライン麻雀ゲーム「雀仙（ジャンせん）」を運営するブイライン社のビルを清掃していたところ、「雀仙」でイカサマをしていると見なされたプレーヤー「M」の存在を知る。Mは「運7実力3」といわれる麻雀において、Mは3位以下になったことがなく、ごく短期間でゲーム内順位最高位の「雀仙位」を獲得していたのだった。「Mの正体を確認し、イカサマの証拠をつかんだら、ボーナス支給/正社員としての雇用」に釣られ、順平はMを捜すことにした。
偶然、ファミレスで「雀仙」をプレイしている少年を見つけた順平は、そのプレイ内容から少年がM本人だと判断。Mの正体が事故で感情を失った代わりに驚異的な記憶力を得た少年邑田瑞樹であることを知る。Mこと瑞樹の強さの秘密は、対戦する全プレイヤーの過去の打ち筋を観戦し記憶することで各プレイヤーの「癖（へき）」を把握し、手牌を読めることにあった。順平は「Mの正体」と「Mはイカサマをしていない」ことをブイライン社に報告し正社員として雇用されるが、ブイライン社の社長から“無理難題”を吹っ掛けられることになる。
まずは、「雀仙」で八段位を持つプレイヤーたちとの実際に牌を使っての公開麻雀であった。心配する順平をよそに瑞樹はあっさり承諾。八段位3人は通しを行い、互いの待ち牌などの情報を融通しており、当初はMも下位に沈んだ。しかし、これはプレイヤー3人がハンドル名本人であるかを確認するためであり、3人の「癖」を見抜いていたMはあっさり逆転し独走する。
続いて、雀仙8人による歴代「雀仙」最強決定トーナメントが開催され、強敵となるトーカンにも勝ち、瑞樹は優勝する。
雀仙最強となった瑞樹に、現実のプロ麻雀界から挑戦の声がかかる。

## 主な登場人物
園川順平（そのかわ じゅんぺい）
幼い頃に両親が離婚し、母親に育てられた。コミックス1巻時点では、中学生の妹と2人で貧乏な暮らしをしている。生活費のためにいくつものアルバイトを掛け持ちし、日々アルバイトに明け暮れている。友達を作ることが取り柄。雀仙でのハンドルネームは「じゅんじゅん」。
邑田瑞樹（むらた みずき）
事故によって感情を失った代わりに驚異的な記憶力を得た少年。額には事故による大きな傷跡があり、それを隠すようにゴーグルを着けている。
女医である姉と2人暮らし。雀仙でのハンドルネームは顔文字状の「（≧M≦）」だが、通称「M」。
藤岡環（ふじおか たまき）
第4代雀仙トーカン、その人。雀仙でのMとの対戦では唯一勝ち越している。
大学の医学部に籍を置く脳科学者であり、相手の無意識の反応やチャット機能による応答などから相手の待ち牌などを推測できる理論を構築し、その実践、検証のために麻雀を行っている。
鬼崎剣（きざき けん）
終盤から登場する現役最強と呼ばれるプロ雀士。左右の眼で虹彩の色が異なる虹彩異色症が外見的な特徴。
オンライン麻雀ゲーム「雀仙」での対局ログは存在しない。

### 雀仙
ブイライン社が運営するオンライン麻雀ゲーム。
「雀仙」ではプレイヤーの勝敗によって段位を設定しており、その最高位が「雀仙」位である。通常は1万局対戦しても8段を獲得するのが困難であるが、Mはわずか320局で雀仙位を獲得した。このことからもMのイカサマを疑うプレイヤーは多い。Mと運営が共謀していると考えているプレイヤーも少なからず存在し、運営であるブイライン社の社長は顧客離れを憂いて、Mのイカサマの証拠、あるいはイカサマでないと多くのプレイヤーが納得する証拠を探させている。

### 歴代雀仙
Mは第10代。ハンドルネームの後ろは雀仙位獲得までの戦局数。
1. GTB （4898戦）
2. 翔馬 （5535戦）
3. かぶらやおー （4535戦）
4. トーカン （2403戦）
5. ドス （4686戦）
6. コマネチ （5650戦）
7. ハイランダー （3186戦）
8. すぶらふ （7635戦）
9. リンしゃん開放 （9520戦）
10. （≧M≦） （320戦）

## 書誌情報
- 甲斐谷忍『無敵の人』 講談社〈講談社コミックス〉、全4巻
  1. 2016年3月17日発売[5]、ISBN 978-4-06-395615-3
  2. 2016年6月17日発売[6]、ISBN 978-4-06-395668-9
  3. 2016年9月16日発売[7]、ISBN 978-4-06-395765-5
  4. 2016年12月16日発売[8]、ISBN 978-4-06-395824-9

## その他
- 連載開始を記念し、掲載号で巻頭グラビアを飾る須藤凜々花と監修を勤める張敏賢プロと交えた記念マージャン対局の動画がYouTubeで公開された[3]。
  - 『無敵の人』新連載記念麻雀!! りりぽん、てっぺんとれるんか!? - YouTube